# Al Sahel Sporting Club
Pour les articles homonymes, voir Al Sahel.
Maillots
Actualités
LeAl Sahel Sporting Club (en arabe : نادي الساحل الرياضي ) est un club de football professionnel koweïtien basé à Abu Halifa. Al Sahel a été finaliste de la Coupe de l'émir du Koweït en 1999.

## Palmarès
- Coupe du Koweït
  - Finaliste : 1999

- Championnat du Koweït de deuxième division (3) 
  - Vainqueur : 1996, 2001, 2010